# 중국 을급리그
중국 축구 을급리그(中国足球乙级联赛, China League Two)는 중국 프로축구의 3부 리그이다.

## 같이 보기
- 중국 슈퍼리그
- 중국 갑급리그